# Shahed 129
Shahed 129 – irański bezzałogowy statek powietrzny zbudowany z wykorzystaniem elementów technologii stealth.

## Historia
Iran ujawnił informacje o posiadaniu nowego bezzałogowego aparatu we wrześniu 2012 roku. Jak do tej pory brak jest informacji o danych technicznych samolotu. 6 października 2012 doszło do pierwszego udokumentowanego bojowego wykorzystania aparatu. Tego dnia, o godzinie 10:00 czasu lokalnego Shahed 129 został zestrzelony nad terytorium Izraela przez samolot General Dynamics F-16 Fighting Falcon. Aparat wystartował z terytorium Libanu kontrolowanego przez Hezbollah i wleciał w izraelską przestrzeń powietrzną od strony Morza Śródziemnego nad Strefą Gazy. Według oficjalnych doniesień strony izraelskiej, do przechwycenia maszyny doszło po półgodzinnym locie od momentu wtargnięcia. Według innych, nieoficjalnych źródeł maszyna miała przebywać w przestrzeni powietrznej Izraela około 3 godzin. Do użycia aparatu Hezbollah przyznał się oficjalnie 11 października 2012 roku. Według jego przedstawiciela, Hasana Nasr Allaha maszyna miała nazwę własną Ayyoub, wybraną dla uczczenia nazwiska jednego z dowódców organizacji Husseina Ayyouba, który zginął w 1996 roku. Według jego słów aparat dostarczył Iran w częściach, jego ostateczny montaż odbył się już w Libanie. Nie jest jasne jakich informacji dostarczył lot samolotu. Według strony izraelskiej, maszyna nie posiadała urządzeń do transmisji zbieranych danych w czasie rzeczywistym. Innego zdania są przedstawiciele Hezbollahu, według których aparat przesyłał zbierane dane i obrazy do stanowiska naziemnego podczas swojego lotu. Do zestrzelenia doszło około 30 km od ośrodka badań jądrowych w Dimona na północny wschód od miasta Beer Szewa. Poszukiwania szczątków maszyny trwały tydzień a do ich odzyskania przyczynili się dziennikarze telewizji, którzy przed wojskową grupą poszukiwawczą odnaleźli fragmenty skrzydeł i kadłuba. Według strony irańskiej lot Shaheda 129 jest jednym z wielu, jakie realizują jej aparaty, zaprzecza tym doniesieniom strona izraelska.
8 czerwca 2017 roku Shahed 129 zaatakował rakietami powietrze-ziemia pozycje amerykańskich sił specjalnych w rejonie Al-Tanf w Syrii. Aparat został zestrzelony przez należący do US Air Force samolot McDonnell Douglas F-15E Strike Eagle. Kilka dni później, 20 czerwca 2017 roku, w tym samym rejonie, F-15E przechwycił kolejnego Shaheda 129, który śledził ruchy wojsk koalicji. Po zaobserwowaniu, iż bezzałogowiec jest uzbrojony, podjęto decyzję o zestrzeleniu aparatu. Obydwa F-15E należały do 48th Fighter Wing (48. Skrzydła Myśliwców Taktycznych).

## Konstrukcja
Konstrukcyjnie aparat przypomina izraelską maszynę Elbit Hermes 450 oraz amerykańskiego drona MQ-1 Predator. Wyposażony jest w stałe, trójzespołowe podwozie z przednim podparciem, motylkowe usterzenie i silnik napędzający śmigło pchające. Dron wyposażony jest w liczne sensory, m.in. urządzenie termowizyjne Oghab-6. Według niektórych informacji, Shahed 129 jest zdolny do przenoszenia czterech rakiet powietrze-ziemia Sadid-1 lub Sadid-345.